# Lyctopsis pachymera
Lyctopsis pachymera är en skalbaggsart som beskrevs av Pierre Lesne 1911. Lyctopsis pachymera ingår i släktet Lyctopsis och familjen kapuschongbaggar. Inga underarter finns listade i Catalogue of Life.